# 巴格洛内特河
巴格洛内特河（法語：Barguelonnette，法語發音：[baʁɡəlɔnɛt]），又称小巴格洛讷河（Petite Barguelonne，[pətit baʁɡəlɔn]），是法国奧克西塔尼大區洛特省与塔恩-加龙省的河流，是巴格洛訥河的右支流，长35.1千米，发源自维勒塞克，于孟德斯鸠流入巴格洛讷河。